# Муст (сомон)
Муст (монг.: Мөст) — сомон аймаку Ховд, Монголія. Площа 3,9 тис. км², населення 4,6 тис. Центр сомону селище Улаантолгой лежить за 1300 км від Улан-Батора, за 190 км від міста Кобдо.

## Рельєф
Гориста територія.

## Клімат
Клімат різко континентальний.

## Соціальна сфера
Є школа, лікарня, культурний і торговельно-обслуговуючий центри, санаторії.